# Ганглофзёммерн
Ганглофзёммерн (нем. Gangloffsömmern) — община в Германии, в земле Тюрингия. 
Входит в состав района Зёммерда. Подчиняется управлению Штраусфурт.  Население составляет 1050 человек (на 31 декабря 2010 года). Занимает площадь 14,58 км².
Коммуна подразделяется на 2 сельских округа.